# Boucheporn

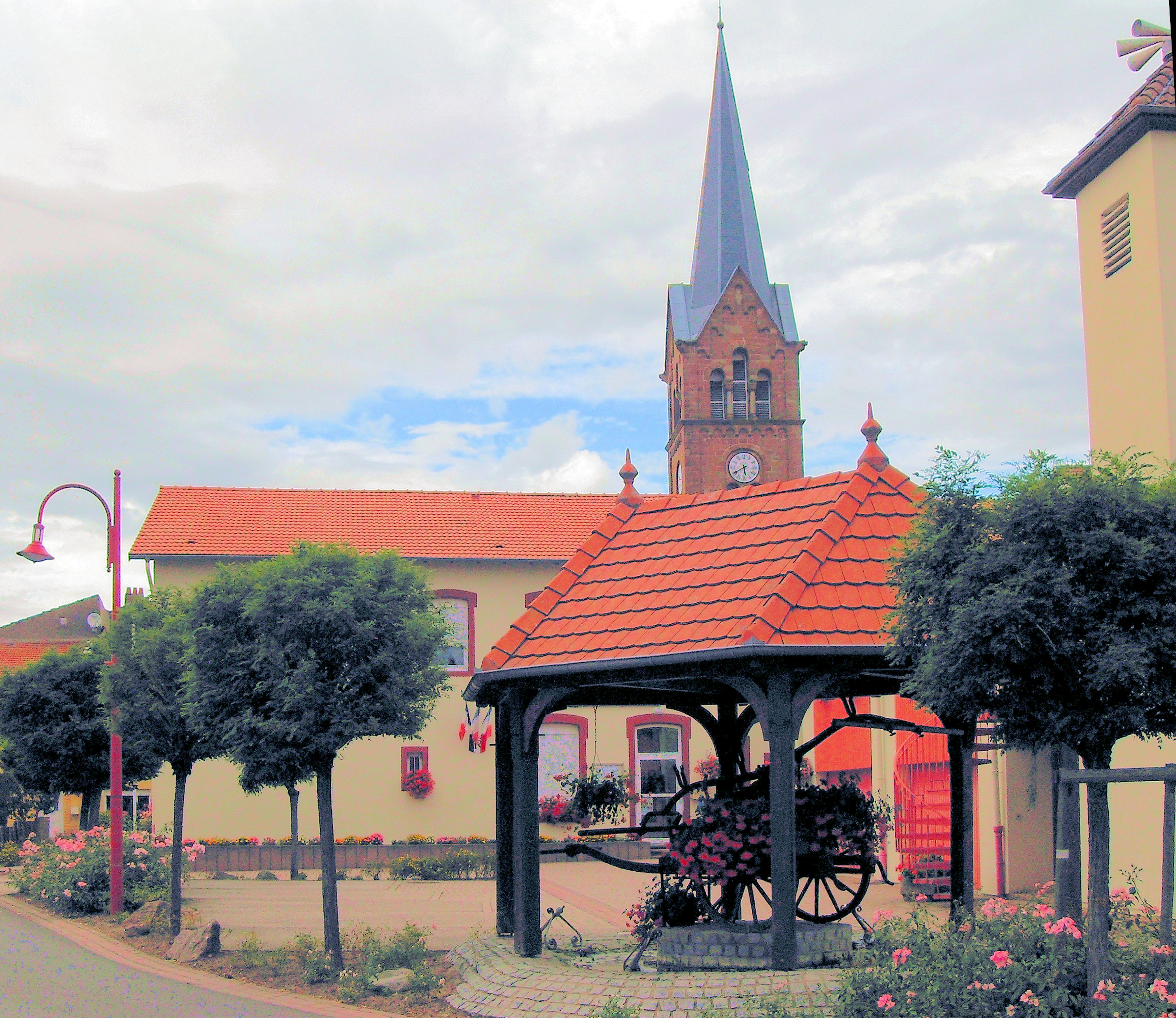
Rathaus-Vorplatz (Mairie) mit Zweispänner-Denkmal

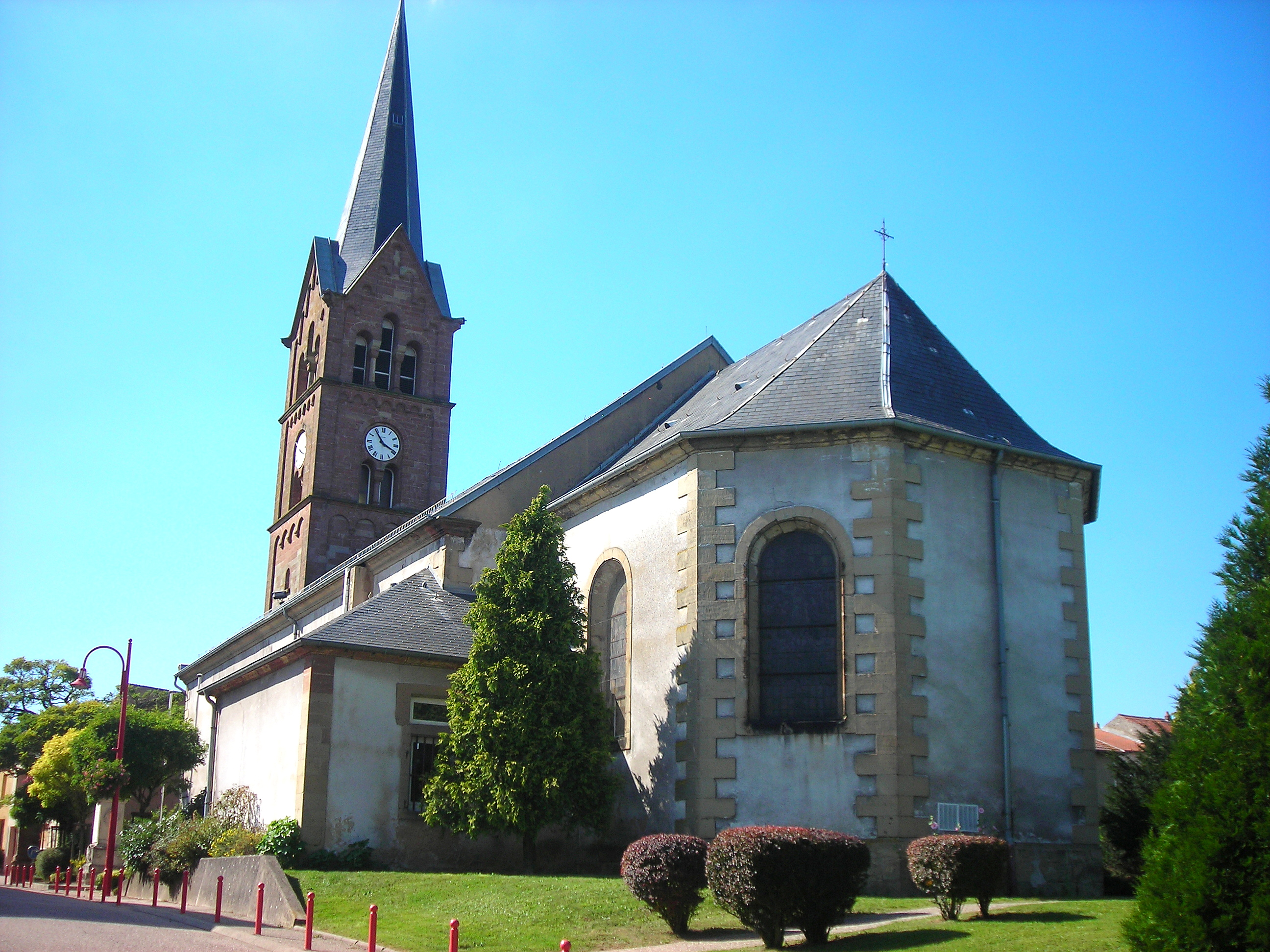
Kirche St. Remigius (Saint-Remi)

Boucheporn (deutsch Buschborn) ist eine französische Gemeinde mit 566 Einwohnern (Stand 1. Januar 2022) im Département Moselle in der Region Grand Est (bis 2015 Lothringen). Sie gehört zum Arrondissement Forbach-Boulay-Moselle und zum Kanton Faulquemont.

## Geographie
Die Gemeinde Boucheporn liegt in Lothringen, 36 Kilometer östlich von Metz, neun Kilometer südöstlich von Boulay-Moselle (Bolchen) und etwa acht Kilometer nordwestlich von Saint-Avold (Sankt Avold) nahe der Grenze zum Saarland.

## Geschichte
Die Ortschaft gehörte früher zum Bistum Metz, einem Fürstbistum des Heiligen Römischen Reichs. Ältere Ortsbezeichnungen sind Buxbrunno (766–768), Banschborn (1594), Bousporn (1662), Bouchborn (1683) und Bouschberen (1762). Hier führte einst eine alte Römerstraße vorbei; auf der Gemarkung der Gemeinde wurden Reste einer römischen Niederlassung freigelegt, darunter im Garten eines Hauses ein römischer Mosaik-Fußboden.
Durch den Frankfurter Frieden vom 10. Mai 1871 kam das Gebiet an das deutsche Reichsland Elsaß-Lothringen, und das Dorf wurde dem Kreis Bolchen im Bezirk Lothringen zugeordnet. Die Dorfbewohner betrieben Getreidebau und Viehzucht, auf der Gemarkung befanden sich Sandstein- und Gipsbrüche.
Nach dem Ersten Weltkrieg musste die Region aufgrund der Bestimmungen des Versailler Vertrags 1919 an Frankreich abgetreten werden. Im Zweiten Weltkrieg war die Region von der deutschen Wehrmacht besetzt.

### Bevölkerungsentwicklung
| Jahr      | 1968 | 1975 | 1982 | 1990 | 1999 | 2008 | 2019 |
| Einwohner | 442  | 453  | 524  | 627  | 554  | 557  | 578  |

## Sehenswürdigkeiten
- Kirche St. Remigius von 1770

## Persönlichkeiten
- Jean Colbus (1834–1916), katholischer Geistlicher und Mitglied des deutschen Reichstags